# RAF Ahlhorn
L'ancienne Royal Air Force Station Ahlhorn, communément appelée RAF Ahlhorn, était une base aérienne de la Royal Air Force en Allemagne située sur le village d'Ahlhorn, district sud de la municipalité de Großenkneten (Basse-Saxe).
À l'origine, c'était une base aérienne pour les Zeppelins. La RAF désinstallera la base et elle sera fermée à la fin des années 1950.
Le Jagdgeschwader 71 de la Luftwaffe allemande y prendra place à partir de juin 1959 avec 50 Canadair Sabre comme première unité opérationnelle allemande de chasseurs à réaction. Il y restera jusqu'en 1961.

## Escadrilles et avions de la RAF Ahlhorn
| Unité                     | Dates       | Avion                     | Type | Notes |
| ------------------------- | ----------- | ------------------------- | ---- | ----- |
| No. 14 Squadron RAF (en)  | 1957-1958   | Hawker Hunter             | F6   |       |
| No. 16 Squadron RAF (en)  | 1947        | Hawker Tempest            | F2   |       |
| No. 20 Squadron RAF (en)  | 1957-1958   | Hawker Hunter             | F6   |       |
| No. 26 Squadron RAF (en)  | 1947        | Hawker Tempest            | F2   |       |
| No. 33 Squadron RAF (en)  | 1947        | Hawker Tempest            | F2   |       |
| No. 96 Squadron RAF (en)  | 1952-1958   | Gloster Meteor            | NF11 |       |
| No. 149 Squadron RAF (en) | 1954        | English Electric Canberra | B2   |       |
| No. 193 Squadron RAF (en) | 1945        | Hawker Typhoon            | 1B   |       |
| No. 197 Squadron RAF (en) | 1945        | Hawker Typhoon            | 1B   |       |
| No. 213 Squadron RAF (en) | 1956-1957   | English Electric Canberra | B2   |       |
| No. 256 Squadron RAF (en) | 1952-1958   | Gloster Meteor            | NF11 |       |
| No. 263 Squadron RAF (en) | 1945        | Hawker Typhoon            | 1B   |       |
| No. 266 Squadron RAF (en) | 1945        | Hawker Typhoon            | 1B   |       |
| No. 302 Squadron RAF      | 1945 & 1946 | Supermarine Spitfire      | XIV  |       |
| No. 308 Squadron RAF      | 1945 & 1946 | Supermarine Spitfire      | XIV  |       |
| No. 317 Squadron RAF      | 1945 & 1946 | Supermarine Spitfire      | XVI  |       |